# Valul lui Traian

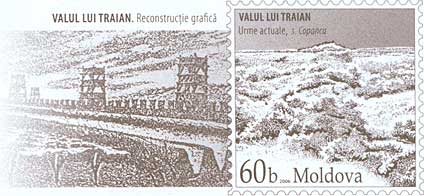
Timbru moldovean (2006) cu reprezentări ale Valului lui Traian

Valul lui Traian este un complex de fortificații de tip vallum aflate pe teritoriul României, Moldovei și Ucrainei. 

## România

Ziduri romane în România

Există trei linii de fortificații, în partea central-sudică a Dobrogei, întinzându-se de la Dunăre la Marea Neagră, cel mai probabil construite de către bizantini în secolele al X-lea – al XI-lea, în timpul împăraților Ioan I Tzimiskes și Vasile al II-lea.
Zidul cel mai vechi și mai mic, numit și Micul zid de pământ, are o lungime de 61 km și se desfășoară de la Cetatea Pătulului, pe malul Dunării, până la Constanța. Este construit în întregime din pământ, dar are un șanț pe latura de sud.  
Al doilea, numit și Marele zid de pământ, are o lungime de 54 km și se suprapune pe anumite secțiuni primului. Începe la Dunăre, urmează valea Carasu și se termină la Palazu Mare, în vestul Constanței. Având o înălțime de aproximativ 3,5 m, prezintă șanțuri pe ambele laturi și 63 de fortificații: 35 mari numite castra și 28 mici numite castella, având între ele o distanță de aproximativ 1 km. Construit în timpul lui Ioan Tzimiskes, a fost distrus de populațiile migratoare, fiind reconstruit mai târziu.
Ultimul construit, Zidul de piatră, este făcut tot din pământ, însă are piatră pe partea superioară. Se întinde pe o lungime de 59 km de la sud de Axiopolis până la Marea Neagră, ajungând la 75 m sud de primul zid de fortificație. Baza de pământ are aproximativ 1,5 m, în timp ce zidul de piatră ajunge și la 2 m. Are un șanț defensiv pe latura nordică și 26 de fortificații, la distanțe de 1–4 km. 
În partea de nord a Dobrogei a existat un zid de apărare de piatră construit de romani (probabil de Traian) pe lângă brațul sudic al Dunării (Sf. Gheorghe) plecând din apropierea orașului Tulcea de astăzi (Aegyssus) până aproape de vechea cetate Halmyris. Urmele zidului au fost identificate în fotografii aeriene făcute în al doilea război mondial.
În partea de vest a României, între județele Timiș și Satu Mare sunt resturile unor rânduri paralele de valuri de pământ construite în timpul lui Constantin cel Mare, cunoscute sub numele de Valurile diavolului sau Șanțurile diavolului (în latină Limes Sarmatiae). Valurile de pământ aveau rolul de a apăra limesul Dunării (provincia Panonia) după retragerea Aureliană. Se pot vedea urme ale acestor valuri în județele Timiș (Timișoara, Pișchia, etc.), Arad (Zăbrani, Chestinț, Lipova Dâlma, Felnac, etc.), Bihor (Inand, Cefa, etc.) și Satu Mare (Giorcuța). Unele porțiuni ale valurilor au fost construite mai devreme de epoca lui Constantin cel Mare, probabil de Marcus Aurelius în timpul războaielor cu marcomanii.

## Republica Moldova

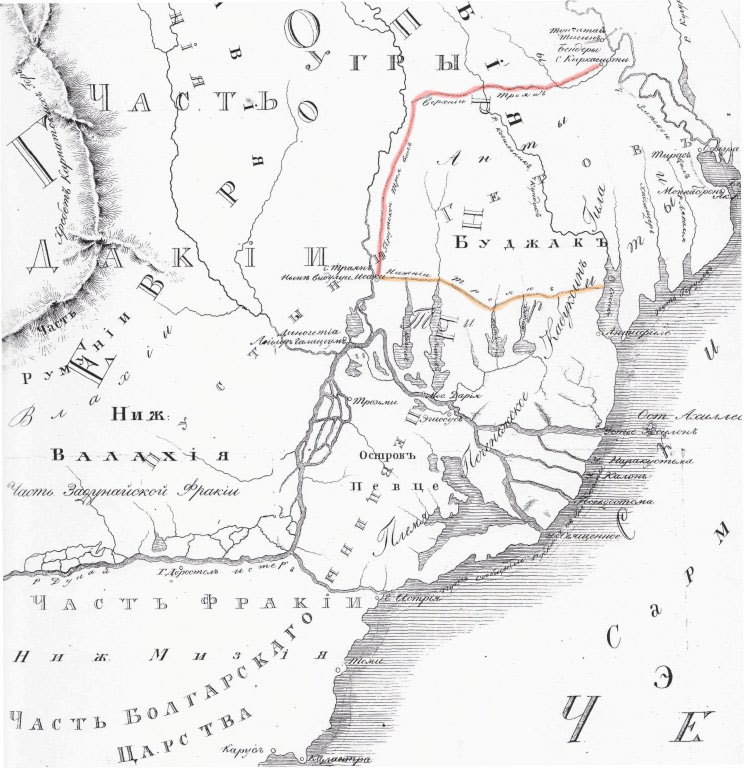
Valurile lui Traian basarabene, după o hartă de Veltman (1827)

Pe teritoriul Republicii Moldova se păstrează două fragmente importante: Zidul de Jos și Zidul de Sus.
Primul (zidul de jos) este datat în secolul al III-lea, construcția lui fiind atribuită uneori regelui got Athanaric. Totuși cercetări recente au demonstrat că valul a fost construit de romani în timpul lui Constantin cel Mare Valul era o continuare a valului din jurul Galațiului de astazi, întinzându-se pe 126 km de la localitatea Vadul lui Isac de pe Prut, în raionul Cahul, către est în Buceag, oprindu-se la lacul (limanul) Sasîc la 50 km vest de Nistru.  Stema ținutului Cahul, din Basarabia țaristă, prezenta Zidul lui Traian.
Zidul de Sus (sau Zidul lui Greuthungi) este atribuit goților lui Greuthungi (secolul al IV-lea), fiind construit pentru apărarea frontierei împotriva atacurilor hunilor. Se întinde pe 120 km de la Nistru, în Chițcani, lângă Thighina, până la Prut, orașul Leova, traversând actualele raioane Căușeni, Cimișlia și Leova.
Mai există pe teritoriul Republicii Moldova și al Ucrainei încă un val de pământ. El este numit Troianul nistrean sau "Valul Zmăului", și se întinde de-a lungul malului drept al Nistrului, de la Gura Bâcului până la Sergheevca.

## Toponimie
Localitatea Valu lui Traian (fostă Hasancea) este numită astfel după fortificație.